# Прончищева, Татьяна Фёдоровна
Татьяна Фёдоровна Про́нчищева (также Мария Прончищева; в девичестве — Кондырева; до 1713 года, село Березово Алексинского уезда — 12 [23] сентября 1736 год, Усть-Оленёк, Якутия) — первая женщина — полярный исследователь Арктики, участница Великой Северной экспедиции в составе Ленско-Енисейского отряда, жена руководителя отряда Василия Прончищева.
Долгое время из-за ошибки картографов её именем считалось Мария, а настоящее имя было неизвестно.

## Биография

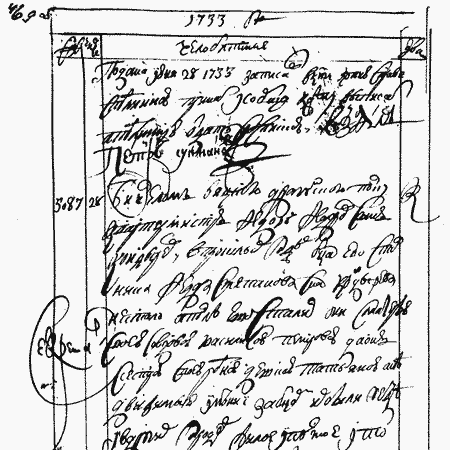
Челобитная Василисы и Фёдора Кондыревых (матери и брата Татьяны), в которой упоминается о её свадьбе с Василием Прончищевым

Родилась в селе Берёзово Алексинского уезда (ныне Дубенского района Тульской области) не позднее 1713 года в семье стряпчего Фёдора Степановича Кондырева и его жены Василисы Петровны, в девичестве Нелюбовой. Имела брата Фёдора и сестру Анну. Её отец во время Северной войны охранял Петербург от нападений шведского флота, участвовал в строительстве русских корабельных верфей. После его смерти семья жила, по одним данным, в Берёзове, по другим — в 1721 году переехала на остров Котлин, где её отцу за заслуги перед государством ещё в августе 1712 года была предоставлена земля.
По одним данным Татьяна была знакома со своим будущим мужем с детства, так как усадьба отца Василия Прончищева располагалась неподалёку от Берёзова, по другим — они познакомились после переезда Кондыревых на Котлин.
20 (31) мая 1733 года Татьяна и Василий в одном из родовых сел сыграли свадьбу, в июне переехали в Москву, а уже через несколько дней отправились в составе Великой Северной экспедиции в Сибирь.

## Участие в экспедиции с мужем и смерть
Перед Ленско-Енисейским отрядом под руководством Василия Прончищева была поставлена задача исследовать и описать побережье Северного Ледовитого океана от устья Лены до устья Енисея.

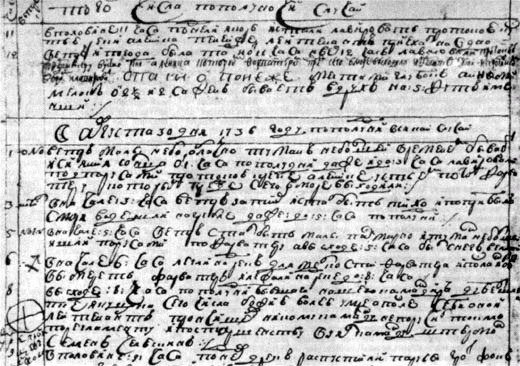
Фрагмент страницы вахтенного журнала «Якутска» от 30 августа 1736 года с сообщением о смерти Прончищева

К лету 1735 года в Якутске была построена дубель-шлюпка «Якутск», на которой отряд из 40 человек 25 августа 1735 года достиг устья реки Оленёк, где зазимовал из-за обнаруженной течи.
В августе 1736 года началось новое плавание, и судно достигло Хатангского залива, а затем направилось вдоль восточного берега Таймыра на север, достигнув точки 77°25′ с.ш., но вскоре, из-за преградивших путь тяжёлых льдов, Прончищев был вынужден лечь на обратный курс и вернуться к зимовью в устье Оленька.
29 августа Прончищев на шлюпке отправился на разведку и сломал ногу. Вернувшись на судно, он потерял сознание и вскоре умер. Истинная причина смерти — синдром жировой эмболии вследствие перелома — стала известна совсем недавно, после того как в 1999 году вскрыли могилу путешественника. Ранее считалось, что Прончищев умер от цинги.
2 сентября «Якутск» вошёл в устье реки Оленёк. 4 сентября Татьяну свезли на берег.

12 сентября 1736 года по неизвестной причине Татьяна Прончищева скончалась. Запись в судовом журнале, сделанная рукой Семёна Челюскина, гласит: 
В начале сего 4 часа с полуночи бывшего командира дубель-шлюпки «Якуцка» Прончищева волею Божией жена его умре...

## Тайна имени
Татьяна Прончищева принимала участие в экспедиции скрытно. В рапортах своего мужа и штурмана Челюскина, а также руководителей экспедиции В. Беринга и А. Чирикова она не упоминается. Даже запись о её смерти в вахтенном журнале шлюпа «Якутск» не упоминает её личного имени.
В 1913 году мыс на входе в одну из безымянных на тот момент бухт на восточном побережье Таймыра был назван экспедицией Вилькицкого в честь Прончищевой и на карте отмечен как «м. Прончищевой». Обозначение на карте «м. Прончищевой» (мыс Прончищевой) было при подготовке издания карт воспринято как относящееся к близлежащей бухте и трансформировалось в «бухту М. Прончищевой». В 1921 году «М» было расшифровано в «Марию». Соответственно, долгое время личным именем супруги Василия Прончищева считалось Мария. Подлинное имя установлено в 1983 году В. В. Богдановым по документам Центрального государственного архива древних актов.

## Память
Могила Прончищевых сохранилась до наших дней. В 1875 году её нашёл геолог А. Л. Чекановский. В 1893 году Э. В. Толль, а в 1921 году гидрограф Н. И. Евгенов восстанавливали крест.
В наши дни могила Прончищевых, рядом с которой находятся полярная станция и поселок Усть-Оленёк, бережно охраняется как исторический памятник.
В 1999 году экспедиция Института археологии РАН и Клуба «Приключение» Дмитрия Шпаро произвела эксгумацию и перезахоронение останков супругов Прончищевых; в ходе этой работы была выполнена реконструкция их лиц, были написаны портреты, а также установлены причины смерти Прончищева.
- Бухта Прончищевой в море Лаптевых[11].
- Гора Прончищевой (112 м) на полуострове Таймыр.
- Полуостров Марии Прончищевой[12].
- Полярная станция Бухта Марии Прончищевой[13].
- В Якутске установлен памятник супругам Прончищевым.
- Мемориальная табличка на Аллее Славы в посёлке Дубна Тульской области.
- Фильм «Первые» (2017) о жизни и подвиге супругов Прончищевых.
- * Сибирский поэт Игнатий Рождественский в 50-е годы XX века написал поэму «Прончищев», посвящённую супругам Прончищевым. Отрывок из неё посвященной Прончищевой:

 
Невеста бурь, подруга капитана!

Отчизна помнит славные дела,

Как ты сквозь льды и штормы океана

Из русских женщин первая прошла…»

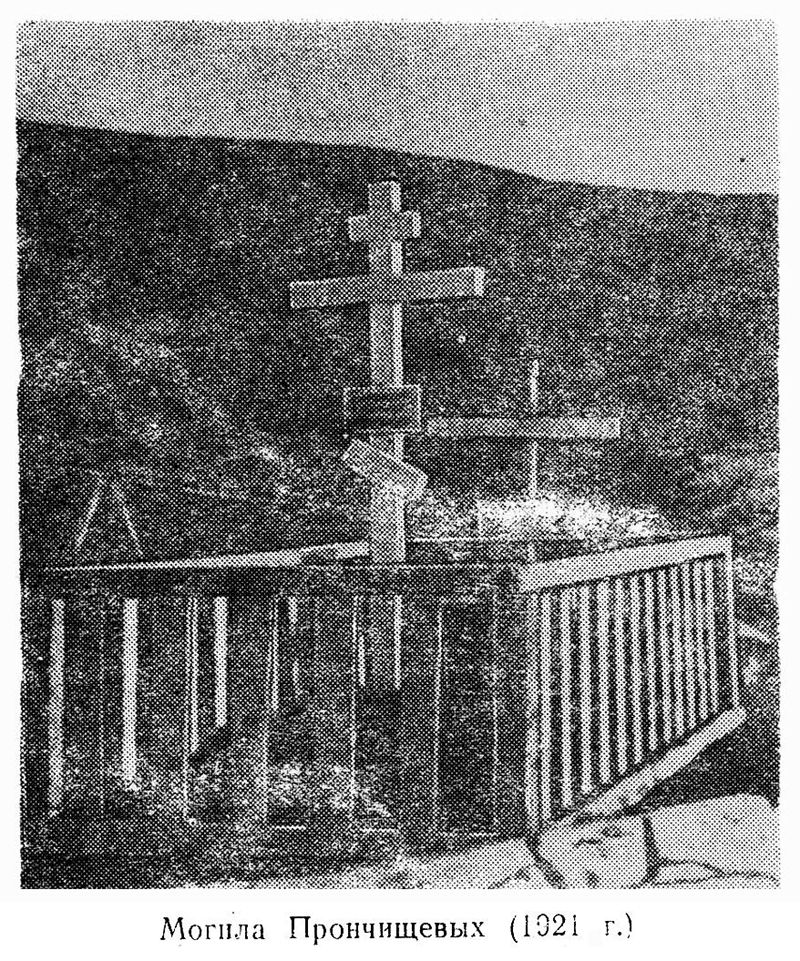
Могила Прончищевых (фотография 1921 года)
Памятная табличка М. Ф. Прончищевой на Аллее Славы в Дубне